# Lluer del Cap
El lluer del Cap (Crithagra totta) és un ocell de la família dels fringíl·lids (Fringillidae).

## Hàbitat i distribució
Habita garrigues i matolls de les muntanyes de Sud-àfrica al sud de la Província del Cap.